# Brian Brown (Musiker)
Brian Ernest Austin Brown (* 29. Dezember 1933 in Melbourne; † 28. Januar 2013) war ein australischer Jazzmusiker (Tenor- und Sopransaxophon, Flöten, Panflöte, Synthesizer, Perkussion), Komponist und Musikpädagoge.

## Leben und Wirken
Brian Brown, der als Halbwaise im Melbourner Stadtteil Carlton aufwuchs, verließ mit 15 Jahren die Schule und begann seine Karriere als professioneller Musiker in Melbourne als Tenorsaxophonist in einer Tanzband. In den nächsten 25 Jahren arbeitete Brown mit eigenen Formationen in Clubs wie Jazz Centre 44 (1950er Jahre), The Fat Black Pussy Cat (1960er Jahre) und in den 1970ern im Prospect Hill Hotel and Commune. 1964 erwarb er den Bachelor in Architektur an der Universität Melbourne; nach drei Jahren als hauptberuflicher Architekt ermöglichte ihm ein Stipendium des Australia Council, als Vollzeitmusiker zu arbeiten. 1977 spielte er mit Dizzy Gillespie; 1978 trat sein Brian Brown Quartet als erste australische Band auf skandinavischen Jazzfestivals auf, wo er neben Jazzstars wie Ornette Coleman, Max Roach und Freddie Hubbard auf der Bühne stand.
Ab 1978 unterrichtete Brown Musik am Victorian College of the Arts, 1980 im Bereich der Jazz-Studien, als er die VCA-Improvisationskurse schuf und bis 1998 leitete. 1993 erhielt er die Medal of the Order of Australia für seine Verdienste als Musiker, Komponist und Pädagoge. Er war mit der Musikpädagogin Ros McMillan verheiratet, mit der er drei Töchter hatte. Brown, der  Anfang 2013 an den Folgen eines Herzinfarktes starb, wirkte im Bereich des Jazz zwischen 1956 und 2006 bei 34 Aufnahmesessions mit.

## Diskographische Hinweise
- Upward (44 Records, 1977)
- Bells Make Me Sing (1979)
- Planets (1985)
- Spirit of the Rainbow (1992)